# Карлополи
Карлополи (итал. Carlopoli) — коммуна в Италии, располагается в регионе Калабрия, подчиняется административному центру Катандзаро.
Население составляет 1781 человек, плотность населения составляет 111 чел./км². Занимает площадь 16 км². Почтовый индекс — 88040. Телефонный код — 0968.
Покровительницей коммуны почитается Пресвятая Богородица, празднование 16 июля.